# Női egyéni magyar tollaslabdabajnokok listája
Magyarországon női egyéniben 1960-tól rendeznek tollaslabda-bajnokságot.

## A női egyéni magyar tollaslabdabajnokok
- 1960. Dr. Komjátszegi Endréné (BÜKSE)
- 1961. —
- 1962. —
- 1963. Szűcs Éva (ÉVITERV SC)
- 1964. Ráduly Éva (ÉVITERV SC)
- 1965. Jászonyi Katalin (ÉVITERV SC)
- 1966. Jászonyi Katalin (ÉVITERV SC)
- 1967. Jászonyi Katalin (Bp. Petőfi SC)
- 1968. Jászonyi Katalin (Bp. Petőfi SC)
- 1969. Cserni Éva (Bp. Petőfi SC)
- 1970. Cserni Éva (BHSC)
- 1971. Cserni Éva (FŐKERT HSC)
- 1972. Cserni Éva (FŐKERT HSC)
- 1973. Cserni Éva (FŐKERT HSC)
- 1974. Cserni Éva (FŐKERT HSC)
- 1975. Németh Erzsébet (Kilián FSE)
- 1976. Cserni Éva (FŐKERT SE)
- 1977. Cserni Éva (FŐKERT SE)
- 1978. Bödecs Lászlóné Szabó Ildikó (Hatvani Spartacus SC)
- 1979. Gláser Zsuzsa (Honvéd Zrínyi SE)
- 1980. Vígh Ildikó (Honvéd Zrínyi SE)
- 1981. Vígh Ildikó (Honvéd Zrínyi SE)
- 1982. Vargáné Cserni Éva (NYVSSC)
- 1983. Németh Erzsébet (Honvéd Kilián FSE)
- 1984. Vígh Ildikó (Honvéd Zrínyi SE)
- 1985. Vígh Ildikó (Honvéd Zrínyi SE)
- 1986. Vígh Ildikó (Honvéd Zrínyi SE)
- 1987. Dovalovszky Márta (Honvéd Osztapenkó SE)
- 1988. Harsági Andrea (NYVSSC)
- 1989. Fórián Csilla (Debreceni Kinizsi SE)
- 1990. Harsági Andrea (NYVSSC)
- 1991. Harsági Andrea (NYVSC)
- 1992. Dakó Andrea (Honvéd Zrínyi SE)
- 1993. Harsági Andrea (NYVSC)
- 1994. Harsági Andrea (NYVSC)
- 1995. Harsági Andrea NYVSC
- 1996. Kocsis Adrienn (Debreceni Tollaslabda Club)
- 1997. Gondáné Fórián Csilla (Debreceni Tollaslabda Club)
- 1998. Keszthelyi Melinda (Honvéd Zrínyi SE)
- 1999. Ódor Andrea (BEAC)
- 2000. Ádám Krisztina (BEAC)
- 2001. Ádám Krisztina (BEAC)
- 2002. Ádám Krisztina (BEAC)
- 2003. Ádám Krisztina (ROSCO SE)
- 2004. Ádám Krisztina (ROSCO SE)
- 2005. Varga Sarolta (Honvéd Zrínyi SE)
- 2006. Gondáné Fórián Csilla (DTC-DSI)
- 2007. Ádám Krisztina (ROSCO SE)
- 2008. Varga Sarolta (Honvéd Zrínyi SE)
- 2009. Varga Orsolya (DTC-DSC SI)
- 2010. Varga Orsolya (DTC-DSC-SI)
- 2011. Varga Orsolya (DTC-DSC-SI)
- 2012. Varga Orsolya (DTC-DSC-SI)
- 2013. Sárosi Laura (Multi Alarm SE)
- 2014. Sárosi Laura (Multi Alarm SE)
- 2015. Sárosi Laura (Multi Alarm SE)
- 2016. Sárosi Laura (Multi Alarm SE)
- 2017. Sándorházi Vivien (Tisza Tollas SE)
- 2018. Madarász Réka (Multi Alarm SE)
- 2019. Sándorházi Vivien (Újpesti TSE)
- 2020. Sándorházi Vivien (Újpesti TSE)